# Справа Шлітте
Справа Шлітте — судовий процес над Гансом Шлітте в Любеку у 1548 році.
Цар Іван IV Грозний доручив Гансу Шлітте завербувати в Європі і привезти до Москви майстрів і докторів, які вміють ходити за хворими і лікувати їх, книжних людей, що розуміють латинську і німецьку грамоту, майстрів, які вміють виготовляти броню і панцирі, гірничих майстрів, які знають методи обробки золотої, срібної, олов'яної і свинцевої руди, людей, які вміють знаходити у воді перли і дорогоцінні камені, золотих справ майстрів, рушничного майстра, майстра з відливання дзвонів, будівельних майстрів, які вміють зводити кам'яні і дерев'яні міста, замки і церкви, польових лікарів, які вміють лікувати свіжі рани і досвідчених в ліках, людей, що вміють привести воду в замок, і паперових майстрів.
Загалом Шлітте завербував близько 300 осіб, серед яких, крім ремісників, було 4 теологи, 4 медики, 2 юристи, 4 аптекарі, 5 товмачів. 
Фахівці переправлялися в Московію двома групами. Перша попрямувала сушею через Пруссію і Лівонію. У Вендені вся група була заарештована. Фахівців протримали в ув'язненні 5 років, а потім залишили на службі в Лівонії. 
Друга група з самим Шлітте прямувала до Любека, щоб далі відплисти в Ревель. Лівонська конфедерація, боячись, що привезені Шлітте майстри посилять військовий і економічний потенціал Московії, просила любекський магістрат зробити все можливе, щоб не пропустити Шлітте і його супутників до Москви. В Любеку Шлітте затримали і посадили у в'язницю. Любек, пов'язаний з конфедерацією ганзейськими угодами, пред'явив йому позов на велику суму. Шлітте відмовився платити і був посаджений у в'язницю. Почалася довга і виснажлива судова тяганина. Ремісник Ганц, який намагався пробратися у Московію на свій страх і ризик, був страчений в Лівонії.
Лівонська конфедерація проводила скоординовану з німецькими імперськими властями політику щодо недопущення ремісників з німецьких держав у Московію, спільно з Ганзою контролювала її торгові шляхи. Зокрема весь торговий обмін з нею європейські купці повинні були здійснювати через лівонські порти Ригу, Ревель і Нарву, товари повинні були перевозитися тільки на ганзейських судах.
Це викликало сильне невдоволення московської влади. Деякі історики (наприклад, Карамзін) вважають, що справа Шлітте стала однією з причин початку Лівонської війни.